# Viking Hockey
Viking Hockey war ein norwegischer Eishockeyklub in Stavanger. Die Mannschaft spielte unter anderem von 2000 bis 2006 in der 1. divisjon, der zweiten norwegischen Spielklasse.

## Geschichte
Viking Hockey trat 1998 die Nachfolge des zwei Jahre zuvor aus finanziellen Gründen aufgelösten Viking IK an. Der Verein spielte in der Saison 1998/99 in der Eliteserien, der höchsten norwegischen Spielklasse, sowie von 2000 bis 2006 in der zweitklassigen 1. divisjon. Nachdem der Verein ursprünglich an die erfolgreiche Zeit des Viking IK, der 18 Jahre lang ununterbrochen in der höchsten norwegischen Spielklasse gespielt hatte, anknüpfen sollte, gewannen die 2001 gegründeten Stavanger Oilers schließlich die Oberhand in der Stadt und spielen seit 2003 ununterbrochen in der GET-ligaen.
2014 zog sich der Verein aus der 1. divisjon zurück und wurde aufgelöst.

## Bekannte ehemalige Spieler
- Petri Vehanen